# Austell
Austell ist eine Stadt im Cobb County und Douglas County des US-Bundesstaates Georgia. Sie hat 7170 Einwohner (Stand: 2019) und ist Teil der Metropolregion Atlanta.

## Geschichte
Die Georgia Pacific Railway wählte die Stadt Austell als Bahnhofsdepot aus, da hier die großen Eisenbahnlinien von Birmingham und Chattanooga aufeinandertreffen. Austell wurde 1885 als Gemeinde gegründet. Die Stadt ist nach General Alfred Austell (1814–1881) benannt, in Anerkennung seiner Bemühungen, große Eisenbahnen in den Süden zu bringen. General Austell gründete auch die Atlanta National Bank (später umbenannt in First Atlanta), die schließlich durch verschiedene Fusionen und Übernahmen Teil von Wachovia und später Wells Fargo wurde.

## Demografie
Nach der Schätzung von 2019 leben in Austell 7170 Menschen. Die Bevölkerung teilte sich im selben Jahr auf in 41,7 % Weiße, 53,5 % Afroamerikaner, 0,9 % Asiaten und 3,2 % mit zwei oder mehr Ethnizitäten. Hispanics oder Latinos aller Ethnien machten 12,2 % der Bevölkerung aus. Das mittlere Haushaltseinkommen lag bei 53.551 US-Dollar und die Armutsquote bei 5,2 %.

## Wirtschaft
Die Wirtschaft von Austell war in den Anfangsjahren weitgehend an das Eisenbahndepot gebunden, das den Transport von Menschen und Gütern ermöglichte und vielen Einwohnern erlaubte, in das nahe gelegene Atlanta zu pendeln, um dort besser bezahlte und zahlreichere Arbeitsplätze zu finden. Allerdings fahren heute keine Passagiere mehr mit der Bahn nach oder von Austell. Zu den anderen Industriezweigen gehört das Recycling von Papier und Kunststoffen, wobei die Exporte bis nach China gehen.
Der Freizeitpark Six Flags Over Georgia befindet sich in Austell.